# Список муралів Вінниці

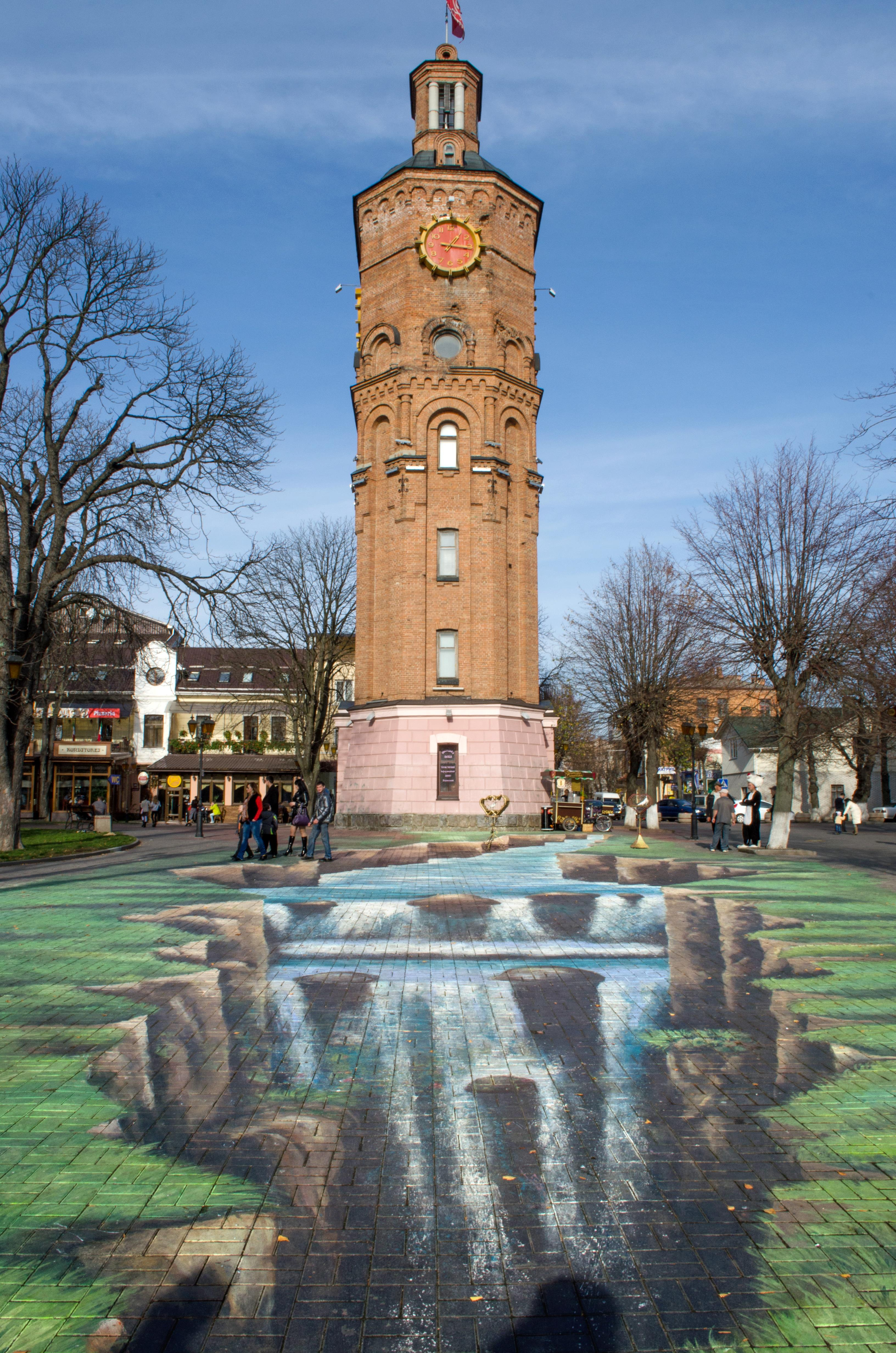
Малюнок біля водонапірної вежі

Мурали Вінниці — великі настінні розписи (мурали), розташовані у місті Вінниця, всього понад 35 творів. 
Стріт-арт почав активно розвиватися на початку 21 сторіччя, а особливо активно з другої половини 2010-х років, коли в місті реалізували мистецькі проєкти у межах фестивалів, громадських ініціатив, програм благоустрою тощо. 
Вінницькі мурали виконані в різних техніках і стилях, присвячені історичним подіям, культурним діячам, соціальним темам або є результатом авторських художніх експериментів.
У список включені мурали, згадані в ЗМІ, офіційних повідомленнях міської ради чи інших надійних джерелах. Перелік  містить інформацію про авторів, назву, дату створення, місце розташування й тематику робіт.

## Перелік
| Назва                                      | Автор(и)                                            | Рік              | Адреса                     | Опис | Джерела                   |
| ------------------------------------------ | --------------------------------------------------- | ---------------- | -------------------------- | --- | ------------------------- |
| «Добробут»                                 | Тарас Довгалюк                                      | 2015             | вулиця Соборна, 91         | Два великих лелеки летять на тлі блакитного неба. | [ 1 ] [ 2 ] [ 3 ] [ 4 ]   |
| «Зернина (все)світу»                       | Олександр Марченко                                  | 2015             | вулиця Соборна, 75         | Дівчина, занурена в читання книги. Над нею, серед хмар, хлопчик, який тримає яскравого птаха. На тлі символи Вінниці: водонапірна вежа, трамвай, будівля Собору.                                                                                           | [ 1 ] [ 2 ] [ 3 ]         |
| «Вінниця — місто мрій»                     | Тетяна Чубар                                        | 2015             | вулиця Пирогова, 8         | Жінка з дитиною, в елементах орнаменту, схожих на традиційну українську вишивку. | [ 1 ] [ 2 ] [ 3 ] [ 5 ]   |
| «Сни, в яких хочеться жити»                | Марія Бобирєва, Олександра Мельник                  | 2015             | вулиця Оводова, 53         | Жінка під ковдрою, витканою з клаптиків снів та мрій, де зображені, зокрема й місця Вінниці. | [ 1 ] [ 2 ] [ 3 ]         |
| «Око»                                      | Артур Столярук (Столярчук)                          | 2015             | вулиця Оводова, 65         | Абстрактне око, яке символізує річку Південний Буг. | [ 1 ] [ 2 ] [ 3 ]         |
| «Замріяна дівчинка» та «Замріяний хлопчик» | Збінек Лінґарт, Іво Наврат                          | 2015, 2016       | площа Театральна, 15       | Мрійлива дівчинка з іграшками в оточенні видів вінницьких вулиць. Хлопчик, який мріє про космос. | [ 1 ] [ 3 ] [ 6 ]         |
| «Стежка»                                   | Ольга Михайлюк, Юлія Гушул, Рустем Скибін           | 2015, 2021       | проспект Коцюбинського, 49 | Поєднання кримськотатарських та українських орнаментів. Оновлений у 2021 році. | [ 1 ] [ 3 ] [ 7 ]         |
| «Старий Амстердам»                         | Ірина Поліщук, Володимир Ходак, Олександр Марченко. | 2016             | вулиця Соборна, 22         | Різнокольорова композиція, стіни і «вікна» в стилі «старого Амстердаму». | [ 1 ] [ 2 ] [ 3 ] [ 8 ]   |
| «Соняхи та птахи»                          | Тарас Довгалюк                                      | 2016             | вулиця Гоголя, 1           | Жовті соняшники та три екзотичні пташки навколо. | [ 1 ] [ 2 ] [ 3 ] [ 9 ]   |
| «Янгол»                                    | Антон Ходаков, Олександр Никитюк                    | 2016             | вулиця Соборна, 50         | На тлі блакитного неба ангел у вигляді рудоволосої дівчини в білій сукні з крилами з геральдичних лілій, форма яких повторює контур даху готелю. | [ 1 ] [ 3 ] [ 10 ]        |
| «Місто знань»                              | Олександр Марченко                                  | 2016             | вулиця Миколи Ващука, 12   | Арка, яка веде до «міста знань» — стелажі з книжковими полицями. | [ 1 ] [ 2 ] [ 3 ] [ 11 ]  |
| «Річка Буг»                                | Артур Столярчук                                     | 2016             | проспект Коцюбинського, ?  | Абстрактний геометричний орнамент в блакитних кольорах, який символізує річку, по ній пливуть паперові човни. Замальований у 2020, на новому муралі зображений «міст дружби з Туреччиною».                                                                 | [ 2 ] [ 3 ] [ 12 ] [ 13 ] |
| «Місто культури»                           | група авторів                                       | 2017             | вулиця Келецька, 138       | Балерина на фоні прямокутного градієнта із зірками замість орнаменту. | [ 1 ] [ 3 ] [ 15 ]        |
| «Місто спорту»                             | Наталія Лісова, Олександр Марченко                  | 2017             | вулиця Келецька, 132-а     | Велосипедист навколо якого яскраво-червоні стрічки. | [ 1 ] [ 3 ] [ 16 ]        |
| «Оскар»                                    | Олександр Никитюк, Олександр Марченко               | 2017             | вулиця Келецька, ?         | Птахи у польоті. | [ 3 ] [ 17 ] [ 18 ]       |
| «Спрямованість»                            | група авторів                                       | 2017             | вулиця Коріатовичів, 155   | На блакитному фоні вид згори на літак, в його тіні дівчина на серфінговій дошці, поряд паперові літачки. | [ 1 ] [ 3 ] [ 20 ]        |
| «Слов'янка» та «Плідність»                 | Тетяна Чубар, Володимир Ходак                       | 2017             | вулиця Амосова, 28-а       | Молода дівчина слов'янської зовнішності, що є відсиланням на історичне походження назви мікрорайону. Дівчина малює яблуні, які плавно переходять у «Плідність», де зображені дерева з плодами.                                                             | [ 1 ] [ 3 ] [ 21 ]        |
| «Садиба Стаховського»                      | Олександр Федоришен                                 | 2018             | провулок Верещагіна, 6     | Зображення первісного виду історичної садиби на сучасній будівлі. | [ 1 ] [ 3 ] [ 22 ]        |
| «Маленький принц»                          | Ольга Гаєвик, Олександр Марченко, Олександр Нікітюк | 2018             | вулиця Стельмаха, 35       | Маленький принц поряд з трояндою. На фоні й інші планети, де зображені відомі вінницькі споруди, серед яких, водонапірна вежа, арки зі шпилем та будівля «Книжка».                                                                                         | [ 1 ] [ 3 ] [ 23 ]        |
| «Вінницький модерн»                        | Марина Карпенко, Ірина Прокопчук                    | 2018             | вулиця Соборна, 53         | Визначні для Вінниці історичні персони, які жили у ХІХ—ХХ сторіччі, тобто у період модерну (Натан Альтман, Тетяна Лентовська-Едвардс, Дмитро Гейден, Людвіг Малиновський, Софья Зайцева, Степан Васюра, Летта Ярошинська, Олександр Кошиць, Софія Русова). | [ 1 ] [ 3 ] [ 24 ]        |
| «Фантастичний гербарій»                    | Олександр Марченко                                  | 2018             | вулиця Замостянська, 59    | Яскраві квіти та рослини на теплому фоні. | [ 1 ] [ 3 ] [ 25 ]        |
| «Космічні мрії»                            | Наталія Вусик                                       | 2019             | проспект Космонавтів, 6    | Дівчина з чорним котом, яка плете. Над ними зоряне небо, на ньому — всі знаки зодіаку та сузір'я Кита. | [ 1 ] [ 26 ] [ 7 ] [ 27 ] |
| «Родинні цінності»                         | Марія Дитинюк                                       | 2019             | вулиця Соборна, 53         | Чоловік обіймає дружину, вони ніби утворюють стовбур дерева, а волосся його крону у формі України. | [ 3 ] [ 28 ] [ 29 ]       |
| «Культурний код»                           | Олександр Марченко                                  | 2019             | вулиця Стельмаха, 47       | Дівчина в білому платті, троянди, білі голуби. | [ 3 ] [ 30 ] [ 31 ]       |
| «Спорт-римейк»                             | група авторів                                       | 2019             | вулиця Соловйова, 2        | Малюнок — реставрація радянської мозаїки, яку закрили під час утеплення будівлі. | [ 3 ] [ 32 ] [ 33 ]       |
| «Космічні мрії»                            | Віктор Подрезов                                     | 2021             | проспект Космонавтів, 39   | На космічному фоні зображений космонавт, який тримає в руці чотири повітряні кулі у вигляді планет Сонячної системи. | [ 1 ] [ 2 ] [ 3 ]         |
| «Лебединий світанок»                       | Олександр Марченко                                  | 2021             | вулиця Стельмаха, 17       | Пара лебедів і третій, злітає позаду. Довкола птахів пір'я, яке падає на воду. На прохання жителя будинку пасічника художник додав до зображення бджолу.                                                                                                   | [ 1 ] [ 3 ] [ 34 ]        |
| «Арка натхнення»                           | Ірина Прокопчук                                     | 2021             | вулиця Соловйова, 3        | Античні амфори та міфічний птах у блакитно-жовтих тонах. Також встановлена підсвітка. | [ 1 ] [ 3 ] [ 35 ]        |
| «Нова Каховка»                             | Максим Кільдеров                                    | 2022             | вулиця Соборна, 81         | Стилізований текст про Нову Каховку. | [ 3 ] [ 29 ] [ 36 ]       |
| «Герої без зброї»                          | Валентина                                           | 2022             | Хмельницьке шосе, 27       | Будинок побуту «Ювілейний», й собака породи лабрадор. А також вінницькі рятувальники, які брали участь у ліквідації наслідків ракетного удару по Будинку офіцерів.                                                                                         | [ 3 ] [ 37 ] [ 38 ]       |
| «Розпошир удаль зір свій…»                 | Катерина Бонецька, Олександр Никитюк                | 2022             | Вулиця Сковороди, 21       | Григорій Сковорода та його цитата. | [ 3 ] [ 39 ] [ 40 ]       |
| «Українським бійцям»                       | Олександр Никитюк                                   | 2023             | Вулиця Лялі Ратушної, 77   | Боєць та ангел позаду нього. | [ 3 ] [ 41 ]              |
| «Конг»                                     | Олександр Никитюк                                   | 2023             | Вулиця Коріатовичів, ?     | Кінг Конг у блакитному береті, який стоїть серед соняшникового поля. Над ним — кокарда ордену «За мужність» . | [ 3 ] [ 42 ]              |
| «Вишиванка»                                | Віталій Бондурівський                               | 2024             | вулиця Келецька, 97        | Орнамент української вишиванки. Увійшов до Книги рекордів України як «найбільший мурал вишиванки в Україні на фасаді центральної частини будівлі закладу»                                                                                                  | [ 43 ] [ 44 ]             |
| Малюнок біля водонапірної вежі             | Ян Захарчук                                         | 2012, 2018, 2021 | площа Європейська          | Оптична ілюзія: зображення прірви і водоспаду; підземелля зі скарбами; відображення вежі у воді. | [ 45 ] [ 46 ]             |

Переважна більшість муралів створена за кошти міського бюджету. У 2020 році не було створено жодного муралу через карантинні обмеження. З 2022 року мурали створювали за кошти благодійних внесків громадян.
Найбільше муралів було створено у 2015 році (7), потім щороку в середньому створювали 4 мурали, до початку війни. Найчастіше мурали створювали на одній з центральних вулиць — Соборній.